# サムスン・NXシリーズ
サムスン・NXシリーズとは、かつてサムスン電子が2010年から製造・販売していた、APS-Cサイズのセンサーを採用し、サムスン・NXマウントを搭載したミラーレスカメラである。
APS-Cサイズの採用により、レンズの実焦点距離に対し35mmフルサイズ換算で1.54倍のクロップファクターが生じる。対応レンズの一部は手ぶれ補正機構を搭載していた（対応レンズはその名称に「OIS」と表記される。）。オートフォーカス機構は専用の内蔵電子制御モーターにより作動するものであった。

## 機種一覧
- NX10 - 2010年1月発売。
- NX5 - 2010年6月発売。イギリス、ドイツ、北欧および韓国市場のみ。
- NX100 - 2010年9月発売。
- NX11 - 2010年12月発売。
- NX200 - 2011年9月発売[1]。
- NX20 - 2012年4月発売。
- NX210 - 2012年4月発売。
- NX1000 - 2012年4月発売。
- NX300 - 2013年1月発売[2]。
- NX1100 - 2013年4月発売[3]。
- NX2000 - 2013年5月発売[3]。
- Galaxy NX - 2013年6月発売。Android OS搭載。
- NX300M - 2013年10月発売。
- NX30 - 2014年1月発売[4]。
- NX mini - 2014年4月発売。
- NX3000 - 2014年6月発売。小型のNX miniとやや大きいNX300の中間的機種である[5]。
- NX1 - 2014年11月発売[6]。
- NX500 - 2015年2月発売。
- NX3300 - 2015年2月発表。

## サムスン・ NXマウント
マウント径は42mm、フランジバックは25.5mmであり、35mmフルサイズのライカMマウントより2mm小さいに留まるAPS-Cとしては大口径のマウントであることを売りにしていた。ただし、Mマウントレンズをアダプターを用いてMマウントレンズを装着しても無限遠が出なかった。

## NXマウントレンズ
2015年2月までに、サムスンから15本の対応レンズが発売された。また、サードパーティーとしてサムヤンからも対応レンズが発売されていたが、こちらはオートフォーカスや手ぶれ補正機構に非対応であった。

## 規格の廃止
サムスンはNXシステムの現在の状況の詳細に関する公式見解を発表していない。しかし、遅くとも2015年末の時点において、サムスンがカメラ市場から撤退したことは公知の事実となっていた。これにより、サムスンはNXシステムを放棄したとの推測が広まっており、将来の発展を期待する者はいない。
従来NXシステムの開発に投入されていた経営資源は、同社のスマートフォンのカメラシステムに投入されているとされる。